# Telesphorus

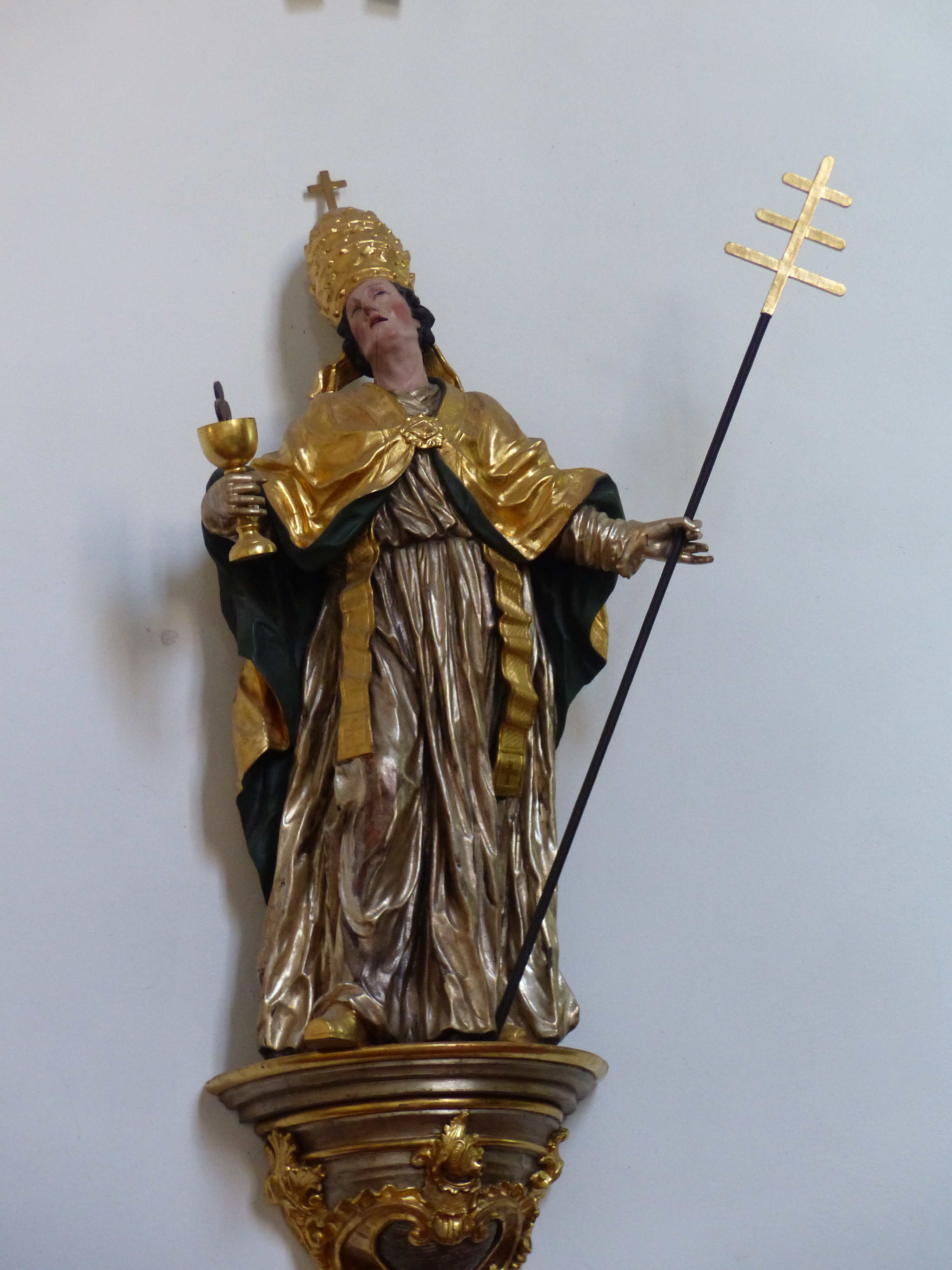
Barocke Statue des hl. Telesphorus, Pfarrkirche Steinerkirchen an der Traun

Telesphorus (* in Griechenland; † 136 oder 137 in Rom) war Bischof von Rom (etwa 125/126–136/137) zur Regierungszeit Kaiser Hadrians. 

## Biografische Informationen
Nach Franz Dünzl kann der Monepiskopat in Rom für die Zeit des Telesphorus noch nicht vorausgesetzt werden, demnach hätte er zum Leitungsgremium der Presbyter oder Episkopen der Metropole gehört und wäre wegen seines Martyriums besonders in Erinnerung geblieben.
Irenäus von Lyon nennt Telesphorus einen „vor Soter amtierenden Presbyter“. Spätere Informationen zu seiner Tätigkeit als Bischof, etwa bei Eusebius von Caesarea oder im Liber Pontificalis, beurteilt Dünzl als historisch wertlos.
Die Tradition der weihnachtlichen Messe zur Mitternacht, das Feiern von Ostern an Sonntagen, die sieben Wochen Fastenzeit vor Ostern und das Singen des Gloria werden üblicherweise ihm zugeordnet, auch wenn Historiker dies bezweifeln.  

## Verehrung
In der katholischen Tradition wird sein Gedenktag (bis 1969) am 5. Januar begangen, in der orthodoxen am 22. Februar. Die Karmeliter verehren Telesphorus als ihren Schutzheiligen, da er angeblich auf dem Berg Karmel als Eremit lebte.